# Centrale de pompage-turbinage de Fengning
La centrale de pompage-turbinage de Fengning (en chinois : 丰宁抽水蓄能电站) est une centrale hydroélectrique à pompage-turbinage située à environ 145 km au nord-ouest de Chengde dans le comté autonome mandchou de Fengning, dans la province du Hebei, en Chine.
Cet ouvrage est devenu la plus grande centrale de pompage-turbinage au monde avec une capacité installée de 3 600 MW.

## Historique
La construction de la centrale a commencé en juin 2013. Le premier générateur a été mis en service en 2019, le dernier en 2021. Le 1er avril 2014, le groupe Gezhouba a remporté le contrat principal pour la construction de la centrale électrique. Tandis que ANDRITZ Hydro a fourni deux générateurs à vitesse variable pour la deuxième phase en 2017. La centrale de pompage-turbinage a été construite en deux phases de 1 800 MW. La construction principale a été achevée fin 2021,. La pose de la 12e et dernière turbine a débuté en août 2024.
Le coût total du projet est d'environ 19 milliards de yuans,.

## Caractéristiques
Le réservoir inférieur peut contenir jusqu'à 66,15 millions de mètres cubes d'eau dont 41,48 millions peuvent être utilisés pour la production d’électricité. Le réservoir supérieur retient jusqu'à 48,83 millions de mètres cubes d'eau dont 40,61 millions peuvent être utilisés pour la production d’électricité. L'eau du réservoir supérieur est envoyée vers la centrale électrique souterraine située près du réservoir inférieur.
Le projet final prévoit l'installation de 12 pompe-turbine Francis réversible d'une capacité de 300 MW dans une centrale électrique souterraine. Les 10 premières pompes, mise en service en 2021, sont opérationnels, alors que les 2 restantes sont commissionnées pour 2024,.
La hauteur de chute hydraulique est de 425 mètres.